# Amaryllideae
Amaryllideae är ett tribus i familjen amaryllisväxter med sex släkten från Afrika. Utmärkande för dessa släkten är lökskalens fibrer och de gröna, kortlivade fröna.

## Släkten
Brunsvigiasläktet (Brunsvigia)
Kapamaryllissläktet (Amaryllis)
Krinumsläktet (Crinum)
Nerinesläktet (Nerine)
Ammocharis
Boophone
Crossyne
Cybistetes
Hessea
Namaquanula
Strumaria